# 苯环己哌啶
苯环己哌啶（英語：phenylcyclohexyl piperidine，缩写PCP）也称为苯环利定（英語：Phencyclidine），俗称天使尘（英語：angel dust），是一种解离性麻醉剂，主要用于娱乐用途，具有显著的改变精神状态的作用。其可能引发幻觉及听觉感知扭曲。作为一种毒品，常被吸食，或是口服与注射使用，也可与大麻与烟草混合。
可能的不良反应包括癫痫发作、昏迷、成瘾和自杀风险增加。即使停止使用，仍有出现闪回的可能。从化学上讲，苯环己哌啶属芳基環己胺类，从药理学上讲，属解离性麻醉剂，并作为NMDA受体拮抗剂发挥其作用。
苯环己哌啶于美国的使用最为普遍，使用率曾于20世纪70年代达到顶峰。在2005-11年期间，因使用苯环己哌啶而前往急诊室就诊的人数增多。截至2017年，美国约有1%的十二年级学生报告在去年曾使用过苯环己哌啶。在25岁以上的群体中，有2.9%的人报告在一生中的某个时期曾使用过苯环己哌啶。